# Кавказская (станция)
Кавка́зская — узловая железнодорожная станция Краснодарского региона Северо-Кавказской железной дороги, находящаяся в городе Кропоткине Краснодарского края. Одна из крупнейших станций Краснодарского края.

## Описание
Станция имеет четыре направления железнодорожных линий:
- Кавказская — Армавир-Ростовский — Невинномысская — Минеральные Воды
- Кавказская — Усть-Лабинская — Краснодар I
- Кавказская — Тихорецкая — Батайск — Ростов-Главный
- Кавказская — Передовая — Палагиада — Светлоград — Элиста

На станции имеют значительную остановку все проходящие поезда дальнего следования, так как на станции производится смена локомотивов.
На станции имеется локомотивное депо ТЧЭ-8, к которому приписаны электровозы ЭП1М, ЭП1П.

## Сообщение по станции

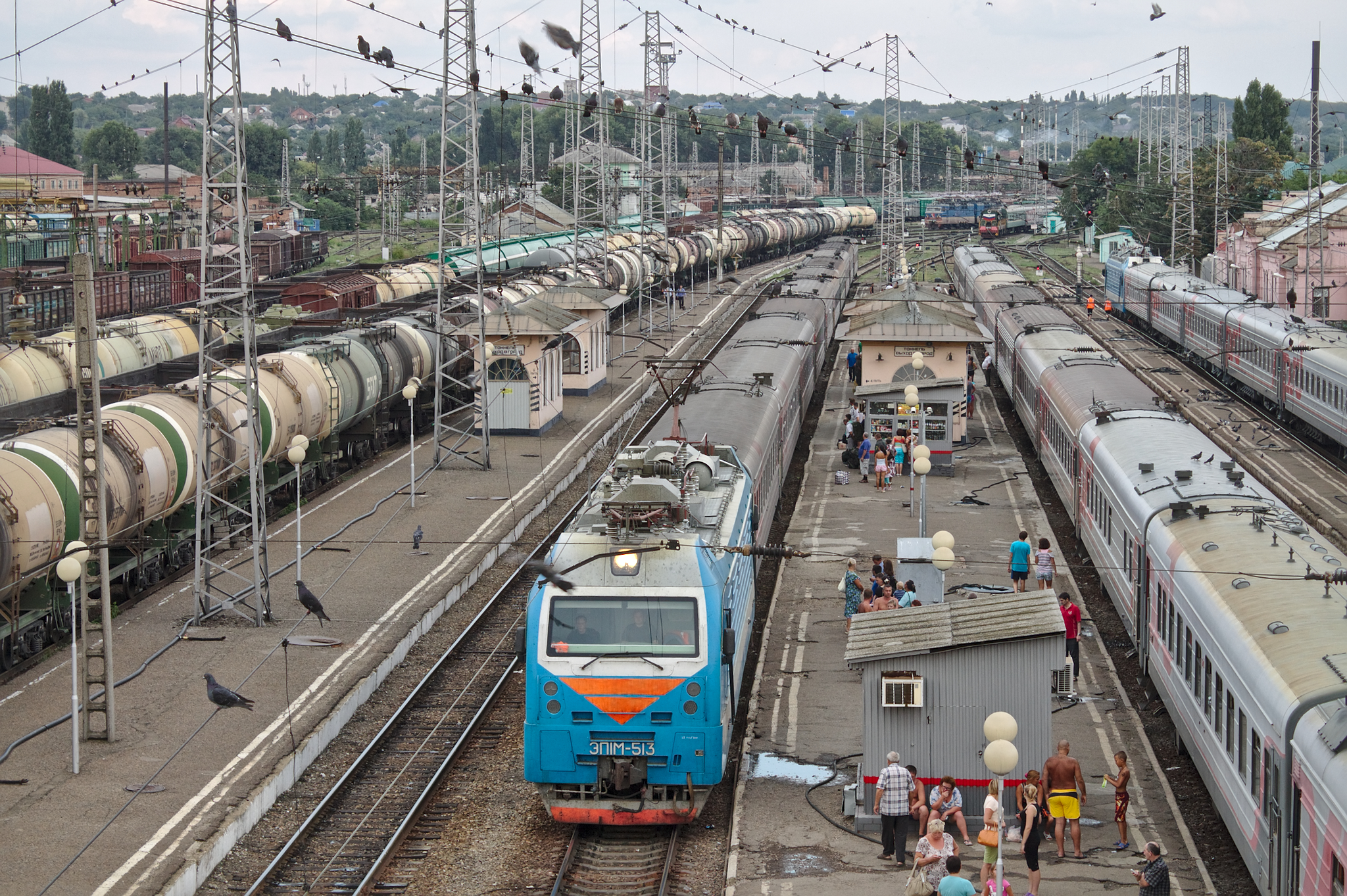
Панорама станции

По состоянию на декабрь 2019 года по станции курсируют следующие поезда пригородного сообщения:
| Пригородное         | Пригородное                   | Пригородное         | Пригородное                   |
| № поезда            | Маршрут движения              | № поезда            | Маршрут движения              |
| ------------------- | ----------------------------- | ------------------- | ----------------------------- |
| 6209                | Кавказская — Тихорецкая       | 6212                | Тихорецкая — Кавказская       |
| 6215                | Кавказская — Тихорецкая       | 6214                | Тихорецкая — Кавказская       |
| 6227                | Кавказская — Тихорецкая       | 6228                | Тихорецкая — Кавказская       |
| 6224/6223           | Армавир — Тихорецкая          | 6216/6215           | Тихорецкая — Армавир          |
| 6247/6727           | Армавир — Краснодар           | 6732/6248           | Краснодар — Армавир           |
| 6329/6331/6337/6339 | Минеральные Воды — Краснодар  | 6340/6338/6336/6334 | Краснодар — Минеральные Воды  |
| 6735                | Кавказская — Краснодар        | 6728                | Краснодар — Кавказская        |
| 6833/6219/6217      | Минеральные Воды — Кавказская | 6220/6222/6834      | Кавказская — Минеральные Воды |
| 6835/6225/6221      | Минеральные Воды — Кавказская | 6226/6230/6818      | Кавказская — Минеральные Воды |
| 6939/6949           | Ставрополь — Кавказская       | 6940/6942           | Кавказская — Ставрополь       |

### Дальнее
По графику 2024/2027 годов по станции курсируют следующие поезда дальнего следования:
| Круглогодичное обращение поездов |                               |                 |                               |
| № поезда                         | Маршрут движения              | № поезда        | Маршрут движения              |
| -------------------------------- | ----------------------------- | --------------- | ----------------------------- |
| 3 «Кавказ»                       | Кисловодск — Москва           | 4 «Кавказ»      | Москва — Кисловодск           |
| 3 «2-этажный»                    | Кисловодск — Москва           | 4 «2-этажный»   | Москва — Кисловодск           |
| 33 «Осетия»                      | Владикавказ — Москва          | 34 «Осетия»     | Москва — Владикавказ          |
| 49                               | Кисловодск — Санкт-Петербург  | 50              | Санкт-Петербург — Кисловодск  |
| 59                               | Кисловодск — Новокузнецк      | 60              | Новокузнецк — Кисловодск      |
| 61                               | Нальчик — Москва              | 62              | Москва — Нальчик              |
| 77                               | Ставрополь — Москва           | 78              | Москва — Ставрополь           |
| 79                               | Адлер — Архангельск           | 80              | Архангельск — Адлер           |
| 97                               | Кисловодск — Тында            | 98              | Тында — Кисловодск            |
| 99                               | Кисловодск — Нижний Новгород  | 100             | Нижний Новгород — Кисловодск  |
| 111                              | Кисловодск — Орск             | 112             | Орск — Кисловодск             |
| 115                              | Адлер — Томск                 | 116             | Томск — Адлер                 |
| 121                              | Владикавказ — Санкт-Петербург | 122             | Санкт-Петербург — Владикавказ |
| 135                              | Махачкала — Санкт-Петербург   | 136             | Санкт-Петербург — Махачкала   |
| 139                              | Адлер — Барнаул               | 140             | Барнаул — Адлер               |
| 143                              | Кисловодск — Москва           | 144             | Москва — Кисловодск           |
| 145 «Ингушетия»                  | Назрань — Москва              | 146 «Ингушетия» | Москва — Назрань              |
| 149                              | Минеральные Воды — Минск      | 150             | Минск — Минеральные Воды      |
| 309                              | Адлер — Воркута               | 310             | Воркута — Адлер               |
| 381                              | Грозный — Москва              | 382             | Москва — Грозный              |
| 391                              | Баку — Ростов-на-Дону         | 392             | Ростов-на-Дону — Баку         |
| 396/395                          | Симферополь — Астрахань       | 396/395         | Астрахань — Симферополь       |
| 425                              | Кисловодск — Симферополь      | 426             | Симферополь — Кисловодск      |
| 445                              | Кисловодск — Екатеринбург     | 446             | Екатеринбург — Кисловодск     |
| 677                              | Владикавказ — Новороссийск    | 678             | Новороссийск — Владикавказ    |
| 809 «Ласточка»                   | Кисловодск — Ростов-на-Дону   | 810 «Ласточка»  | Ростов-на-Дону — Кисловодск   |
| 817 «Ласточка»                   | Кисловодск — Краснодар        | 818 «Ласточка»  | Краснодар — Кисловодск        |

| Сезонное обращение поездов | Сезонное обращение поездов         | Сезонное обращение поездов | Сезонное обращение поездов         |
| № поезда                   | Маршрут движения                   | № поезда                   | Маршрут движения                   |
| -------------------------- | ---------------------------------- | -------------------------- | ---------------------------------- |
| 201                        | Имеретинский курорт — Москва       | 202                        | Москва — Имеретинский курорт       |
| 225                        | Адлер — Мурманск                   | 226                        | Мурманск — Адлер                   |
| 233                        | Имеретинский курорт — Екатеринбург | 234                        | Екатеринбург — Имеретинский курорт |
| 257                        | Адлер — Печора                     | 258                        | Печора — Адлер                     |
| 261                        | Адлер — Архангельск                | 262                        | Архангельск — Адлер                |
| 451                        | Адлер — Ижевск                     | 452                        | Ижевск — Адлер                     |
| 477                        | Адлер — Челябинск                  | 478                        | Челябинск — Адлер                  |
| 479                        | Сухум — Санкт-Петербург            | 480                        | Санкт-Петербург — Сухум            |
| 487                        | Сухум — Самара                     | 488                        | Самара — Сухум                     |
| 491                        | Адлер — Казань                     | 492                        | Казань — Адлер                     |
| 495                        | Адлер — Кострома                   | 496                        | Кострома — Адлер                   |
| 497                        | Адлер — Ижевск                     | 498                        | Ижевск — Адлер                     |
| 531                        | Адлер — Киров                      | 532                        | Киров — Адлер                      |
| 541                        | Адлер — Москва                     | 542                        | Москва — Адлер                     |
| 547                        | Сухум — Москва                     | 548                        | Москва — Сухум                     |
| 549                        | Адлер — Тольятти                   | 550                        | Тольятти — Адлер                   |
| 587                        | Имеретинский курорт — Москва       | 588                        | Москва — Имеретинский курорт       |
| 601/602                    | Адлер — Ставрополь                 | 601/602                    | Ставрополь — Адлер                 |
| 607                        | Владикавказ — Анапа                | 608                        | Анапа — Владикавказ                |
| 637                        | Адлер — Ростов-на-Дону             | 638                        | Ростов-на-Дону — Адлер             |
| 687                        | Кавказская — Ставрополь            | 688                        | Ставрополь — Кавказская            |

## Известные сотрудники
С 1918 года, в 15 лет ремонтным рабочим в паровозном депо станции Кавказской начал работать Гавриил Алексеевич Чумаченко, будущий директор и ректор нескольких транспортных институтов, кандидат в члены ЦК КПСС в октябре 1952 — феврале 1956 годов.